# Raniery Paulino
Roberto Raniery de Aquino Paulino (João Pessoa, 18 de outubro de 1979) é um bacharel em direito, empresário e político brasileiro, filiado ao Republicanos. 
Assumiu a vaga como deputado federal após a nomeação de Wilson Santiago para a Secretaria de Representação Institucional da Paraíba, em Brasília.

## Biografia
Filho do ex-governador da Paraíba Roberto Paulino e da ex-prefeita de Guarabira Fátima Paulino, iniciou sua trajetória no movimento jovem do PMDB. Foi eleito deputado estadual da Paraíba em 2006, sendo reeleito em 2010, 2014 e 2018. 
Em 2022, conquistou a Primeira Suplência de deputado federal pela Paraíba do Republicanos.
Em 2024, concorre a prefeitura de Guarabira, derrotado, com 16.566 votos (47.84% dos votos válidos), contra a ex-prefeita de Guarabira, Léa Toscano, que obteve 18.059 votos (52.16% dos votos válidos), uma diferença de 1.493 votos. 

## Desempenho eleitoral
| Ano  | Partido      | Votos  | %     | Diferença em relação ao ano anterior | Resultado   |
| ---- | ------------ | ------ | ----- | ------------------------------------ | ----------- |
| 2006 | PMDB         | 31.517 | 1,61  | Estável                              | Eleito      |
| 2010 | PMDB         | 29.257 | 1,46  | 2.260                                | Eleito      |
| 2014 | PMDB         | 35.007 | 1,74  | 5.750                                | Eleito      |
| 2018 | MDB          | 23.810 | 1,16  | 11.197                               | Eleito      |
| 2022 | Republicanos | 33.550 | 1,51  | 9.740                                | 1º Suplente |
| 2024 | Republicanos | 16.566 | 47,84 |                                      | Derrotado   |